# 독 솔져 2
《독 솔져 2》(영어: Wilderness)는 영국과 아일랜드에서 제작된 M. J. 배싯 감독의 2006년 슬래셔 영화이다. 숀 퍼트위 등이 출연하였고, 로버트 번스틴 등이 제작에 참여하였다.
영화 《독 솔져》(2002)와는 제작 국가, 장르, 일부 배우와 제작진이 겹치지만 직접적인 연관 관계는 없다.

## 줄거리
청소년 교화 시설에서 괴롭힘을 당하던 두 소년 중 하나가 자살하자 소장 제드는 내부 관계 개선과 단합을 위해 재소자들과 무인도로 떠난다. 이들은 무인도에서 노련한 군인 루이즈가 맡고 있는 여성 비행 청소년 무리와 마주친다. 곧 카무플라주를 하고 쇠뇌를 소지한 정체불명의 남성과 개떼가 이들을 공격하기 시작한다. 생존을 위해 하나로 뭉친 이들을 캘럼이 이끌어나간다. 

## 출연
- 숀 퍼트위 - 제드 역
- 앨릭스 리드 - 루이즈 역
- 토비 케블 - 캘럼 역
- 스티븐 와이트 - 스티브 역
- 루크 닐 - 루이스 역
- 벤 매케이 - 린지 역
- 러노라 크리츨로 - 맨디 역
- 칼리 그린 - 조 역
- 애덤 디컨 - 블루 역
- 리치 캠벨 - 제스로 역

## 기타 제작진
- 개발 제작: 맷 딜라기
- 배역: 게일 스티븐스, 데이비드 윌
- 미술: 톰 매컬러
- 의상: 헤이즐 웨브크로지어